# Troiițke, Popasna
Troiițke (în ucraineană Троїцьке) este localitatea de reședință a comunei Troiițke din raionul Popasna, regiunea Luhansk, Ucraina.

## Demografie
Componența lingvistică a localității Troiițke
     Ucraineană (86,01%)
     Rusă (13,92%)
     Alte limbi (0,07%)
Conform recensământului din 2001, majoritatea populației localității Troiițke era vorbitoare de ucraineană (86,01%), existând în minoritate și vorbitori de rusă (13,92%).